# Jozef Lohyňa
Jozef Lohyňa (Zlaté Moravce, 13 de abril de 1963) es un deportista eslovaco que compitió para Checoslovaquia en lucha libre.
Participó en tres Juegos Olímpicos de Verano, obteniendo una medalla de bronce en Seúl 1988, en la categoría de 82 kg, el cuarto lugar en Atlanta 1996 y el quinto lugar en Barcelona 1992.
Ganó tres medallas en el Campeonato Mundial de Lucha entre los años 1986 y 1991, y cinco medallas en el Campeonato Europeo de Lucha entre los años 1986 y 1998.

## Palmarés internacional
| Representando a Checoslovaquia |                           |                   |           |
| Juegos Olímpicos               |                           |                   |           |
| Año                            | Lugar                     | Medalla           | Categoría |
| 1988                           | Seúl (Corea del Sur)      | Medalla de bronce | 82 kg     |
| Campeonato Mundial             |                           |                   |           |
| Año                            | Lugar                     | Medalla           | Categoría |
| 1986                           | Budapest (Hungría)        | Medalla de bronce | 82 kg     |
| 1990                           | Tokio (Japón)             | Medalla de oro    | 82 kg     |
| 1991                           | Tokio (Japón)             | Medalla de plata  | 82 kg     |
| Campeonato Europeo             |                           |                   |           |
| Año                            | Lugar                     | Medalla           | Categoría |
| 1986                           | El Pireo (Grecia)         | Medalla de bronce | 82 kg     |
| 1987                           | Veliko Tarnovo (Bulgaria) | Medalla de bronce | 82 kg     |
| 1989                           | Ankara (Turquía)          | Medalla de plata  | 82 kg     |
| Representando a Eslovaquia     |                           |                   |           |
| Campeonato Europeo             |                           |                   |           |
| Año                            | Lugar                     | Medalla           | Categoría |
| 1994                           | Roma (Italia)             | Medalla de bronce | 90 kg     |
| 1998                           | Bratislava (Eslovaquia)   | Medalla de bronce | 85 kg     |